# 三越
三越（日语：／ Mitsukoshi */?）是株式會社三越伊勢丹控股旗下的株式會社三越伊勢丹所營運的日本連鎖百貨店，並在海外擁有營業據點。原始營運公司為株式會社三越。
⒈初代（1928年 - 2003年8月31日）
⒉第2代（2003年9月1日 - 2011年3月31日）
由上述1的公司，與株式會社名古屋三越、株式會社千葉三越、株式會社鹿兒島三越、株式會社福岡三越合併成立。現在株式會社三越伊勢丹的前身。
商號的「三越」是取自三井家的「三井」與創業時的名稱「越後屋」，並在1904年將「合名會社三井吳服店」改為「株式會社三越吳服店」時正式成為商號。1935年竣工的日本橋本店（總店）是日本國家重要文化財，東京地下鐵銀座線的鄰近車站「三越前」便是以該店命名。

## 概要
江戶時代的1673年（延寶元年），以「店前現金交易」（日语：／）、「現金交易不二價」（日语：／）、「無論布長皆可銷售」等創新商法打出名號的吳服店「越後屋」（ゑちごや）創業。越後屋推出的標價出售使得進一般市民能開始接觸到原來只在富裕階層流行的吳服。1928年，成立「株式會社三越」。
「三越」在更名時同時提出「百貨公司宣言」（デパートメントストア宣言），這項宣言常被視為是日本百貨店的起源。
2003年（平成15年）9月1日，當時的「株式會社三越」與其子公司「株式會社名古屋三越」、「株式會社千葉三越」、「株式會社鹿兒島三越」、「株式會社福岡三越」合併成立新的「株式會社三越」。
當時在營業利益率方面，集團連結僅1.09%，百貨店事業僅0.799%，加上百貨店業界持續低迷，2008年9月宣布結束四間百貨店與兩間零售店的營運。 之後根據經營整合後的重整方針，2010年4月1日將關東以外的店舖獨立分出。
剩餘店鋪於2011年4月1日與株式會社伊勢丹合併成立「株式會社三越伊勢丹」。同日，札幌丸井今井與札幌三越兩公司合併成立「株式會社札幌丸井三越」。

## 沿革

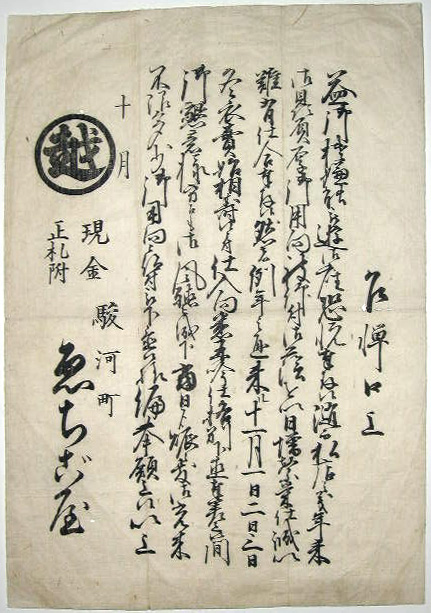
越後屋宣傳單

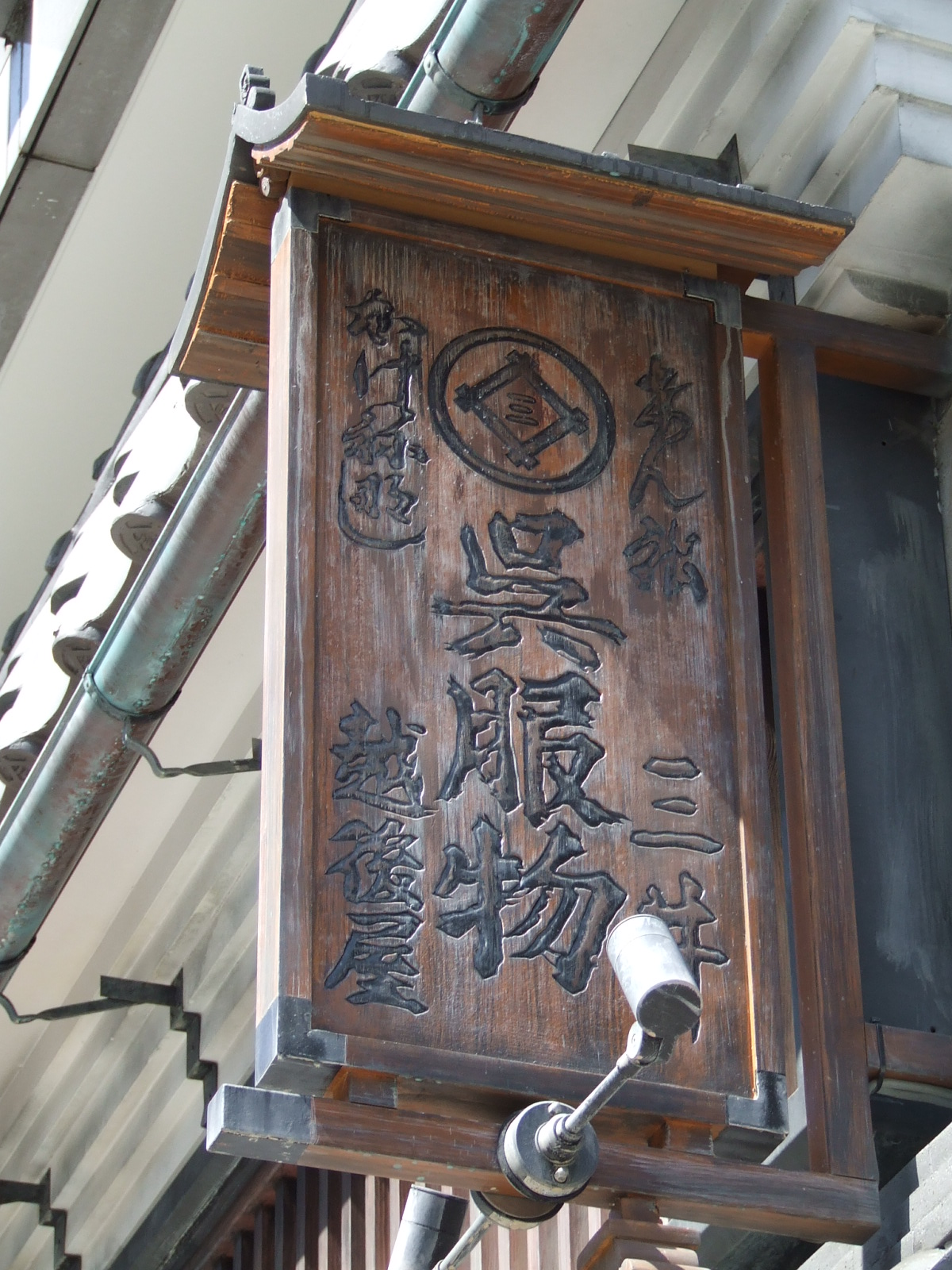
越後屋復原看板

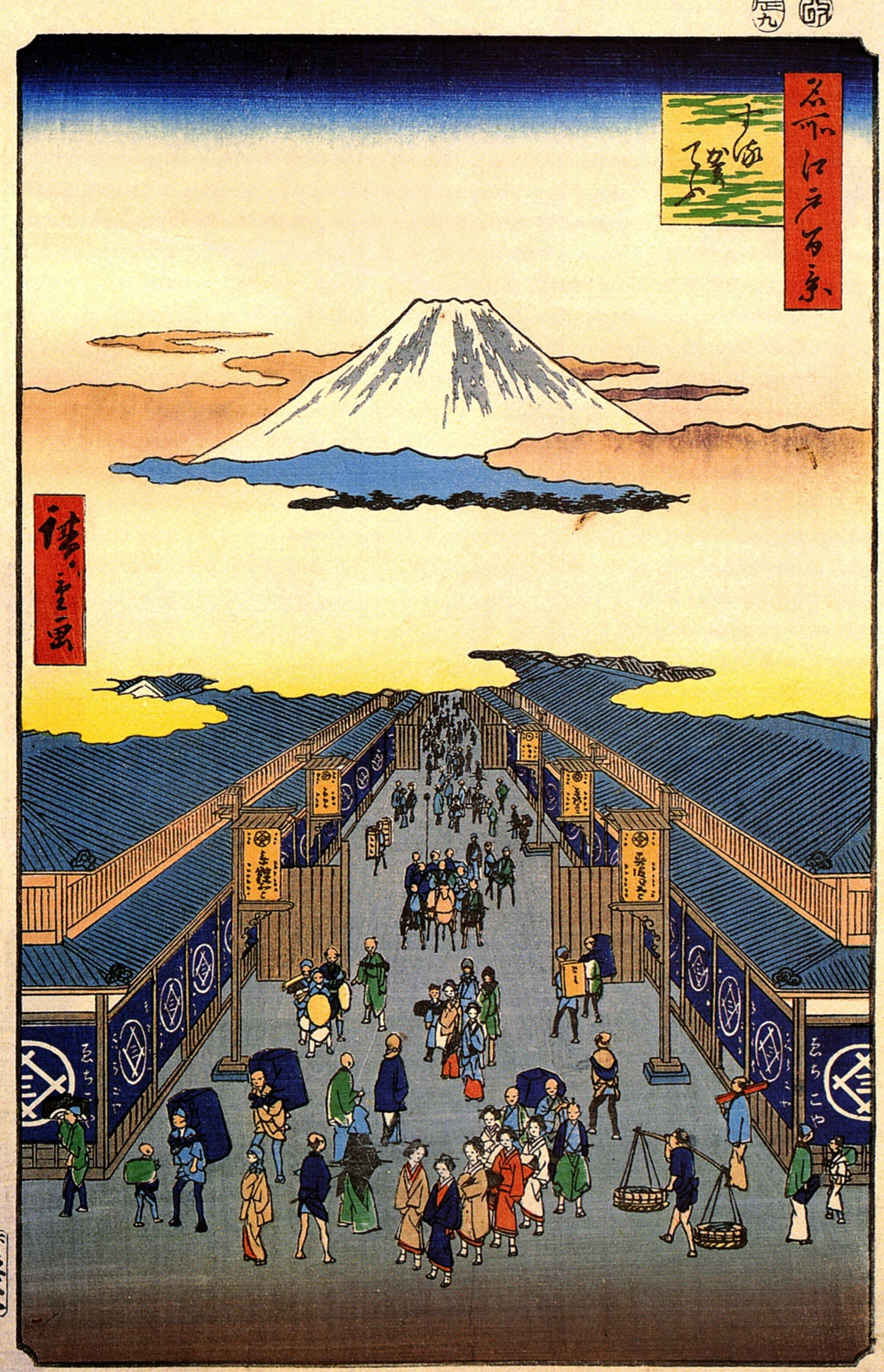
名所江戶百景 駿河町（歌川廣重）
可看到越後屋的暖簾。

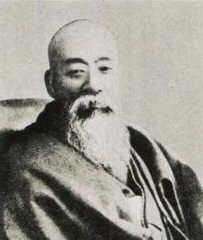
三越百貨店創業者日比翁助

三越始於江戶時代一間本著「不會抬高售價」的營商手法而馳名於世的日式和服商店「越後屋」。1904年成為了當時日本第一間百貨店，之後便開始以百貨店的形式繼續經營。位於日本橋的總店建於1935年，被視為一所古舊建築。雖以百貨店來說是日本的第一家，但若以前身開始算起，則應以松坂屋最為古老。

### 越後屋、三井吳服店時代
- 1673年，由伊勢商人（日语：伊勢商人）、三井家的三井高利（日语：三井高利）於當時的江戶本町一丁目（現在的日本銀行旁）設立「越後屋」日式和服（吳服）店。
- 1683年，因大火將店鋪從本町遷移到駿河町，同時設立一所換幣店（現在的三井住友銀行）。
- 1691年，位於大阪府高麗橋（日语：高麗橋）一丁目的越後屋大阪店與換幣店開幕。
- 1837年，大阪店因大鹽平八郎之亂而遭受襲擊，全店焚毀。
- 1872年，正式從三井大元方（統籌三井家族事業的機構）分離，以新創立的「三越家」名義繼續經營[5]。
- 1875年，大阪分店遷移到高麗橋三丁目，規模縮小。
- 1888年，駿河町的「三越洋服店」開店。
- 1893年，「越後屋」改稱「三井吳服店聯名公司」（合名会社三井呉服店）
- 1894年， 大阪分店於高麗橋一丁目的堺筋重新開幕。
- 1895年， 高橋義雄就任理事。開始進行經營改革。11月廢止帳房櫃檯式物品銷售。
- 1900年， 櫃檯式物品銷售全部廢除。原先的銷售櫃檯改為陳列場，全館開幕。開店後因來客太多須暫時關閉大門。錄用女子社員。

### 株式会社三越吳服店時代
- 1904年 ，「株式會社三越吳服店」成立。日比翁助（日语：日比翁助）就任初代專務。
- 1905年 ，主要新聞與雜誌等刊載「百貨公司宣言」。
  - 日本首次導入（交貨用）汽車。
  - 店頭設置大型點燈裝飾。
  - 開始販售化妝品、帽子。
  - 舉行「光琳遺品展覧會」。
- 1907年，日本橋本店內開設食堂與相片室。
  - 增加包、鞋、洋傘等商品。
  - 在越後屋舊址開設大阪店
  - 開設「新美術部」（大阪店9月15日、日本橋店12月1日）。
- 1909年，組成少年音樂隊、Messenger Boy。
- 1911年，公開招募海報圖案。
  - 照片室使用彩色照片。
  - 開始接受電話訂單。
  - 擁有木造30公尺裝飾窗的大阪店兩層樓新館落成。
- 1913年， 帝國劇場的宣傳冊廣告「今天去帝劇，明天去三越」（今日は帝劇、明日は三越）成為當時的流行語。
- 1914年，日本橋本店文藝復興式新館落成。鋼筋地上5層、地下1層的新館被稱為「蘇伊士運河以東最大建築」。
  - 店內裝設日本首座電扶梯，與電梯、自動灑水設備、全館暖氣等最新設備。
  - 屋頂庭園、茶室、音樂堂、正面玄關設置「獅子像」等。
  - 舉行「第一回再興院展」。
- 1916年，金字塔插上天気預報信號旗。設置望遠鏡。
- 1917年，大阪店新館開店，地下1層地上7層的新館成為大阪最大的文藝復興式建物。
  - 日本橋本店中央大廳設置巨大風扇。
- 1920年，大阪店東館完成，全館開店。
- 1921年，大阪店成為西日本首間廢止脫鞋的百貨店。
- 1923年8月5日，日本橋店推出日本首次百貨店大減價特賣。
  - 關東大地震造成日本橋本店與丸之內別館火災。
- 1925年，大阪店天台的大阪放送局（現NHK大阪放送局）開始播出。
- 1927年，日本橋本店開設三越會館（現三越劇場）。
  - 舉行日本首場時裝秀。設置美容室。

### （初代）株式會社三越時代
- 1928年，「三越吳服店」改稱「三越」。
- 1929年， 新宿店開店。
- 1930年，銀座店開店。
  - 本店食堂推出「兒童洋食」。
  - 京城支店開店。

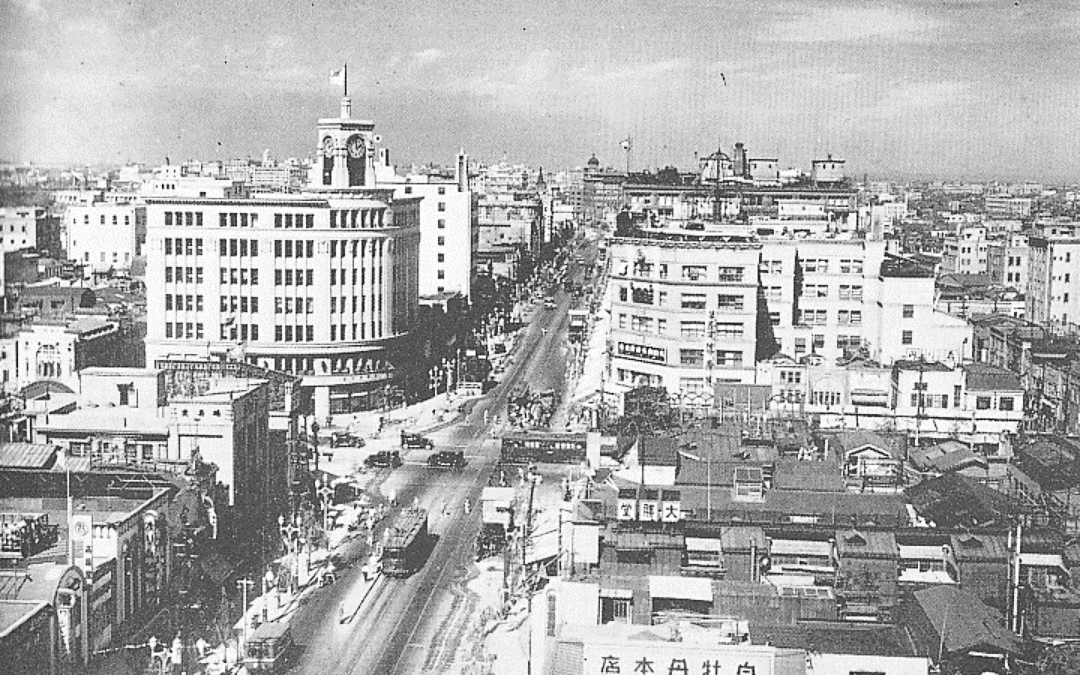
銀座四丁目交差點的服部時計店（現和光）與三越銀座店（1933年10月）

- 1932年，由三越負責建設資金的東京地鐵三越前站開幕。同年，位於北海道的札幌分店亦宣佈開幕。
- 1933年，仙台店開店。
- 1935年，日本橋總店的擴建工程完工，改為樓高七層及設有兩層地庫，中央大堂裡更放置了一座管風琴。
- 1937年，大阪店改建工程完工，新設新式冷氣。
- 1944年，本店開設結婚式場。
- 1946年，戰後首間新店松山店開店。
- 1947年，財團法人三越診療所（現三越厚生事業團）成立。
- 1950年，日本橋本店舉行戰後首次時裝秀。同年舉行《麥克阿瑟元帥胸像》揭幕式。
- 1951年，全部分店均開始使用全新由豬熊弦一郎所繪畫的「花開」（華ひらく）包裝紙。包裝紙上的「mitsukoshi」字樣則出自當時宣傳部柳瀨嵩的手筆。
  - 12月18日，日本百貨店首次罷工[6][7]。
- 1954年，舉行「第一回無形文化財日本傳統工藝展」。
- 1956年，日本橋本店舉行巴黎展。
- 1958年，日本橋本店第2期增改建工程完成，店面規模為全國第一。
- 1960年4月19日，三越創立50周年紀念，日本橋本店中央大廳設置佐藤玄玄（日语：佐藤玄々）製作的「天女像（まごころ）」。
- 1967年，高松店改建，暫時關閉。
- 1968年，銀座店新開店。位於大阪府東北部的枚方分店開幕。高松店恢復營業。
- 1970年，入主「大越百貨店」集團，公司名改為「沖繩三越（日语：沖縄三越）」。
- 1971年，成為日本零售業首間營收突破1,000億日圓的公司。
  - 海外第一間分店巴黎三越開店。
  - 銀座店內開設麥當勞日本1號店。
  - 札幌店新開幕。
  - 與「奈良屋」（千葉）合資成立「新奈良屋」（ニューナラヤ）。
  - 與「丸屋」（鹿兒島）業務合作。
- 1973年，廣島店開店。
- 1974年，大阪分店新館落成。
- 1975年，與名古屋市的「東方中村百貨店」（1954年開業）業務合作。
  - 羅馬三越開店。
- 1976年，大阪店全館改建重新開幕。
- 1978年，與「小林百貨店」（新潟）業務合作。
- 1979年，倫敦三越、杜塞爾多夫三越、紐約三越、夏威夷三越開店。
- 1980年，倉敷店開店。「東方中村百貨店」改稱「名古屋三越」，「小林百貨店」改稱「新潟三越」。（及後跟名古屋三越合併）。
- 1981年，香港銅鑼灣興利中心三越開店、法蘭克福三越、陽光城三越開店。
- 1982年6月17日， 爆發三越事件（日语：三越事件），要求供應商在商品及電影發售或上映前購入契約（強制發售）、提供資助、要求派遺員工、以及支付各種應酬娛樂費用等等，被裁定觸犯禁止壟斷法第19條的不公正營商手法（濫用優越地位）。
  - 同年8月28日，被發現在「古代波斯寶物展」中的展品超過一半均為贋品。
  - 同年9月22日，當時的社長岡田茂 (三越)岡田茂涉嫌向其情婦竹久美智所經營的「竹久飾物」給予不當利益，及動用公司的資金去支付其家中的裝修費用等等，被董事會動議撤消其社長及董事職務。董事會結果以16比0裁定撤消岡田的職務，岡田被撤消職務後的一句「為什麼？」成為了當時的流行語。後天，岡田與竹久二人因涉疑持有19億日圓的不明來歷資產而被拘捕。雖則分別向地方法院及高等法院提出上訴，但最終依然被裁定有罪。岡田的審訊因岡田於1995年7月20日死亡而終結。至於竹久的審訊則繼續，直至她於1997年10月放棄提出上訴為止。最終竹久被判入獄兩年六個月，以及罰款六千萬日圓。
- 1984年2月，神戶分店關閉，取而代之的是位於神戶元町的小型商店。（已經於2004年1月關閉。）
  - 同年10月，鹿兒島縣的「丸屋」改稱「鹿兒島三越」。
- 1995年，大阪分店因阪神大地震而損毀，舊館倒塌。
- 1997年，隨著再開發西鐵的福岡站，福岡三越開幕。
- 1999年，將位於新宿區的「新宿三越南館」售予大塚家具。該分店在開業初期因最頂層設有一個美術館曾一時聲名大噪，但熱潮過後營業額持續不振。再加上並沒有和總店有連繫，結果結束其八年間的營業。
- 2000年，位於東京都多摩市的多摩中心分店開幕。（原址前身為崇光百貨）
- 2001年，東京吉祥寺分店開幕。（原址前身為近鐵百貨，但只使用1、2及B1層。）

### （第2代）株式會社三越時代

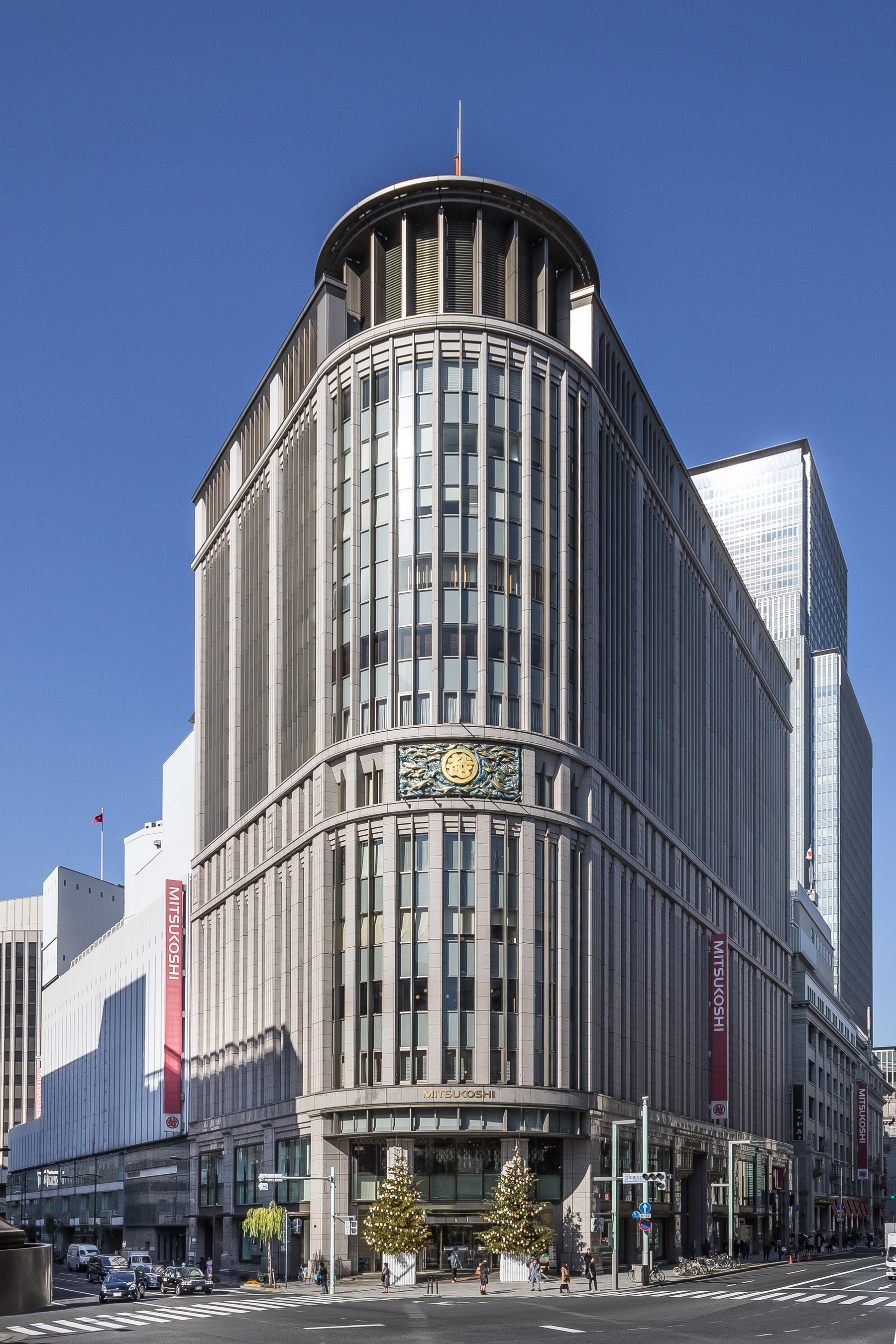
日本橋三越本店新館

- 2003年，三越、名古屋三越、千葉三越、福岡三越、鹿兒島三越合併，成為「三越株式會社」（株式社三越）
- 2004年10月，「百貨公司宣言」100週年。同時在日本橋總店旁的新．新館落成。
- 2005年2月，位於函館、羽田機場、洗足、三田、小豆島、枕崎的分店關閉。
  - 同年3月，設於名古屋榮本分店的專門店館「LACHIC」開幕。另外設於新宿三越，專門售賣雜貨為主「ALCOTT」亦同時開幕。（重新裝修於2004年完成）
  - 同年5月，大阪分店、橫濱分店、倉敷分店、枚方分店（小型商店）關閉。
- 2006年5月7日，吉祥寺分店關閉。
- 2006年9月，香港銅鑼灣興利中心分店租約期滿及重建關閉。
- 2008年（平成20年）4月1日，新公司三越伊勢丹控股成立，按一股伊勢丹換一股三越伊勢丹控股；一股三越可換三股三越伊勢丹控股，並使三越及伊勢丹成為三越伊勢丹控股全資附屬公司。[8]
- 2010年4月1日，多數地方直營店改以獨立公司型式經營。

### 三越伊勢丹時代
- 2011年4月1日，營運公司株式會社三越與株式會社伊勢丹合併成立「株式會社三越伊勢丹」。
- 2016年7月25日，三越日本橋本店建物指定為重要文化財[1]。
- 2017年3月20日，三越千葉店、多摩中心店關店[9][10][11][12]。
- 2021年4月12日，義大利羅馬分店宣布將在夏季結束營業。

## 日本國內分店
直營店
- 日本橋總店

（東京都中央區日本橋室町）
- 銀座分店

（東京都中央區）
専門館事業部
- 新宿ALTA

（東京都新宿區）
- Sunshine City ALTA

（東京都豐島區）
子公司直營所屬店
- 株式會社仙台三越

仙台分店
（仙台市青葉區）
- 株式會社名古屋三越

名古屋分店
（名古屋市中區）
- LACHIC

（名古屋市中區）
- 星丘分店

（名古屋市千種區）
- 榮分店

（名古屋市中區）
- 株式會社廣島三越

廣島分店
（廣島市中區）
- 株式會社高松三越

高松分店
（高松市）
- 株式會社松山三越

松山分店
（松山市）
合資公司所屬店
- 株式會社札幌丸井三越

札幌丸井三越
（札幌市中央區，與丸井今井百貨合資。）
- 株式會社岩田屋三越

福岡岩田屋三越
（福岡市中央區，與岩田屋百貨合資。）

### 小型商店
多於中小型都市或機場營業，主要售賣衣服及禮品等商品。
- 北海道：苫小牧、新千歲機場、帶廣、釧路
- 岩手縣：盛岡
- 秋田縣：秋田
- 宮城縣：石卷、大河原
- 福島縣：岩木
- 新潟縣：柏崎
- 茨城縣：牛久、古河、水戶、石岡、鹿島（神栖市）
- 栃木縣：栃木、小山
- 群馬縣：高崎、伊勢崎、館林、桐生
- 埼玉縣：川越、新所澤、飯能、熊谷、春日部、深谷、浦和（埼玉）、久喜
- 千葉縣：成田、茂原、旭、東金、五井（市原）、臼井（佐倉）、四街道、館山、尤嘉利丘（佐倉）
- 東京都：馬事公苑（世田谷區）、昭島
- 神奈川縣：厚木、秦野、鎌倉、小田原
- 岐阜縣：高山
- 兵庫縣：神戶元町、三田
- 廣島縣：吳、東廣島
- 香川縣：高松機場、坂出、丸龜、觀音寺、三本松（東香川）
- 愛媛縣：西條、今治、宇和島、伊予三島（四國中央）

## 日本海外分店

### 臺灣

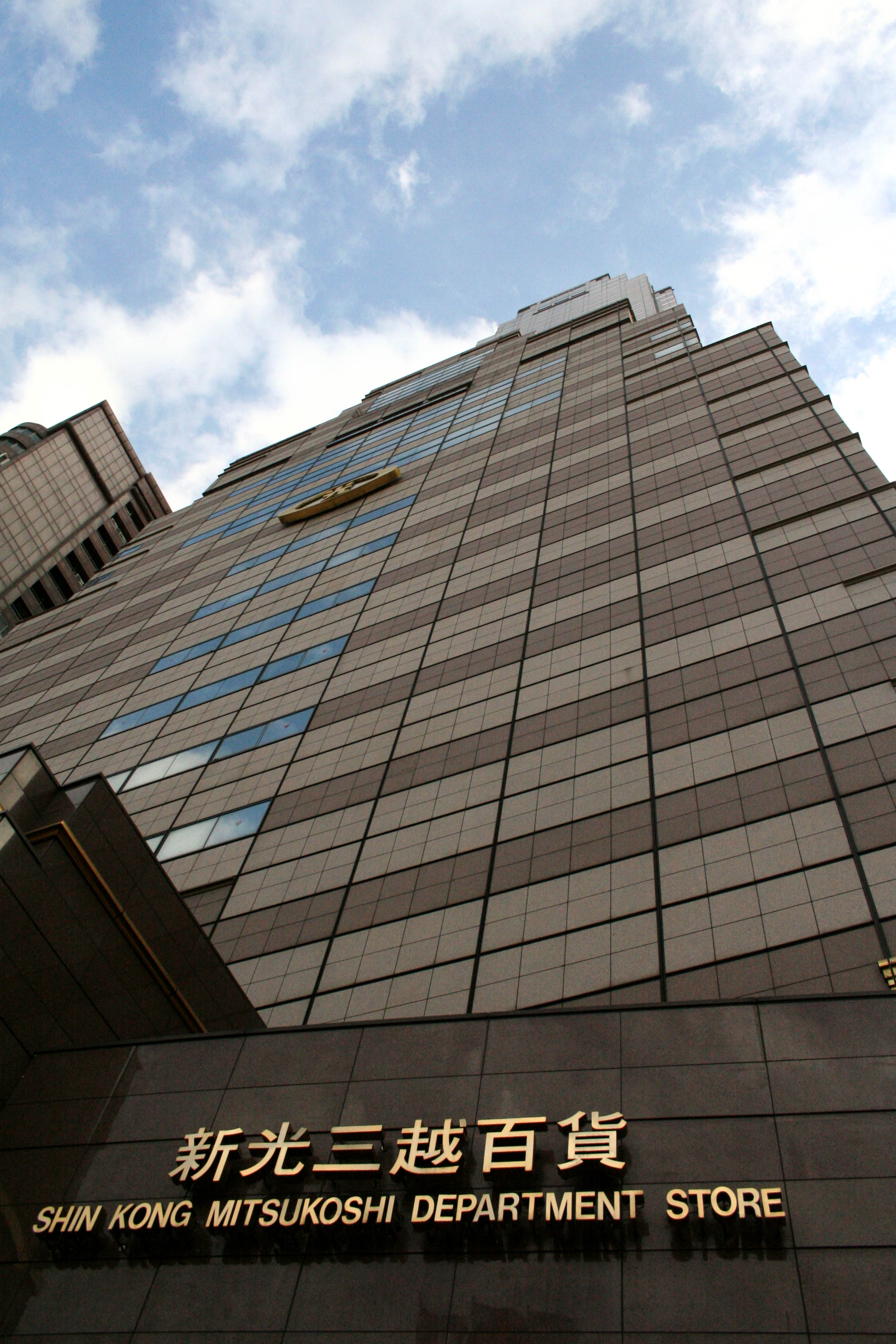
新光三越台北站前店

臺灣的新光三越百貨是由新光集團與三越百貨在1989年共同合資成立
旗下分店有：
- 臺北
  - 臺北南西店 (一館、三館)
  - 臺北站前店
  - 臺北信義新天地（A4、A8、A9、A11)
  - 臺北忠孝店（DIAMOND TOWERS）(一館、二館)
  - 臺北天母店（A館、B館)
- 桃園
  - 桃園站前店
- 臺中
  - 臺中中港店（2025年2月13日暫停營業）
- 嘉義
  - 嘉義垂楊店
- 臺南
  - 臺南中山店
  - 臺南新天地
  - 臺南小北門店（預計2025年8月15日試營運）
- 高雄
  - 高雄三多店
  - 高雄左營店
  - SKM Park Outlets 高雄草衙（暢貨型購物中心）

### 意大利罗马
罗马三越（Mitsukoshi Roma）位于意大利首都罗马，地址：Via Nazionale,259  Rome Italy 邮编：00184。
商店于1975年6月10号开业至今，目前是三越百货在欧洲的唯一分店。
官网（www.mitsukoshi.it）目前有意大利语，中文，英文和日语四种语言。
- 2021年4月12日，羅馬三越於官網發出公告，由於受到COVID-19疫情及種種因素，將於夏季結束營業[13]。

### 美國奧蘭多
奧蘭多三越位於美國華特迪士尼世界度假區Epcot園區當中的日本館，目前為三越在美洲的唯一分店。

### 中國上海（直營店）
上海三越位于茂名南路58号的花園酒店大堂內，由日本三越直接经营，于1989年10月15日软开业并在1990年3月20日正式开业其后进行了多次扩建。

### 中國（新光天地）
三越伊勢丹持股之新光三越，在中國大陸以新光天地名稱展店，旗下分店有：
- 蘇州
  - 新光天地蘇州店
- 重慶
  - 新光天地重慶店
- 成都
  - 新光天地成都店

## 過往分店

### 日本海外分店

##### 香港（事實上撤出）

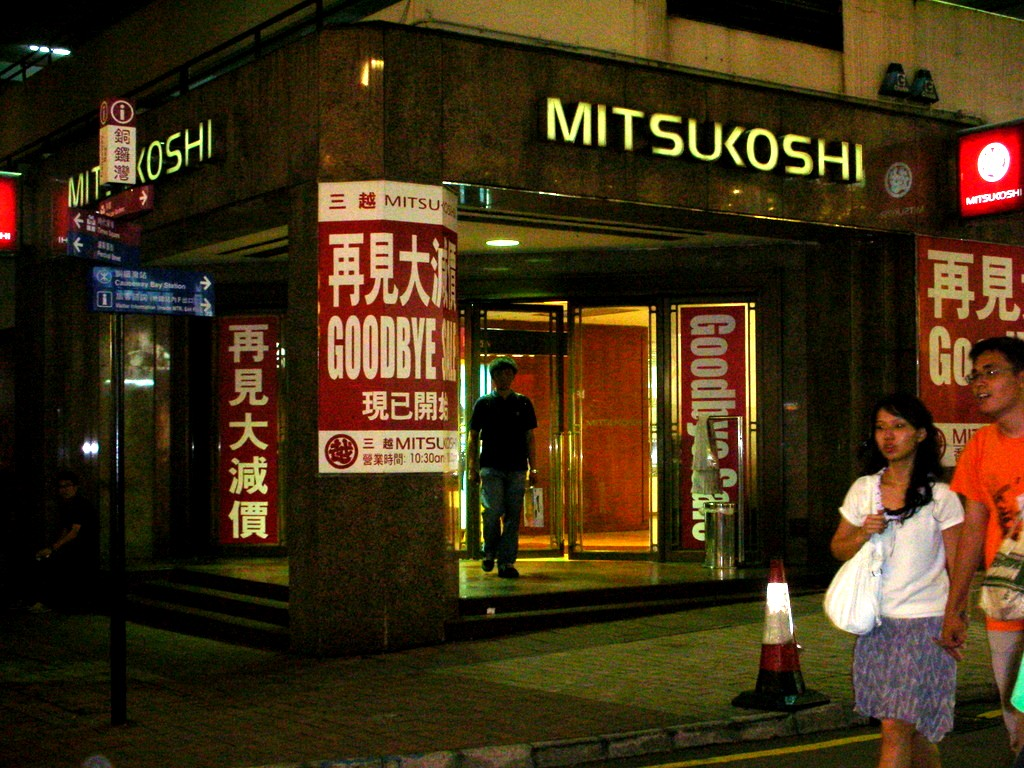
香港三越側門，2006年9月結業前

香港三越位於銅鑼灣興利中心地庫，於1981年8月26日開幕，共有4層，建築面積1.2萬平方米。其後在1988年於尖沙咀新太陽廣場開設分店，不過在在1995年結束。
香港三越所在的興利中心在2006年10月租約期滿及進行重建，大業主希慎興業在2006年9月收回三越的店面。三越於9月17日下午6時正式暫別香港，正物色合適舖位重開，計劃走高檔路線。2010年，曾有市場消息指三越正積極洽租本年底落成的新世界及市建局尖沙咀河內道的K11商場作為新店之用，但發展商已否認三越會在該處開店。
截至2006年，三越是香港少數仍然由日資經營的大型百貨公司集團之一，其次是吉之島（已改稱AEON）和APITA（由生活創庫公司經營），同類型的大型日資百貨公司，包括東急百貨店、伊勢丹、八佰伴、松坂屋、崇光百貨、西武百貨、西田百貨及大丸百貨等均因爲1990年代尾日本泡沫爆破和亞洲金融危機而已在香港悉數轉手或結業。
2012年8月，興利中心的重建工作完成，市場原來估計香港三越會重新進駐重建後的希慎廣場（現誠品書店香港銅鑼灣店），唯直到2020年仍未有下文，而原本香港三越的官方網站連結也已經失效。

#### 二次大戰期間

##### 中國
- 三越百貨曾經在大連開設過分店，但隨後隨著日本戰敗而相繼結業或轉手。

##### 韓國
- 三越百貨也曾經在京城（今南韓首爾）開設過分店，但隨後隨著日本戰敗而相繼結業或轉手。

## 資料來源
1. 1 2  平成28年7月25日文部科学省告示第102号。
2. ↑  重要文化財（建造物）の指定について （页面存档备份，存于）（文化庁サイト）
3. ↑  三越伊勢丹. . 日本橋三越總店 外語版網站.   [2017-03-10]. （原始内容存档于2017-03-12） （日语）.
4. ↑  1904年12月20日顧客らに送った書状。のちに「デパートメントストア宣言」と呼ばれるこの文書「米国に行はるるデパートメント・ストーアの一部を実現致すべく候」翌日の12月21日、三越呉服店は日本初のデパートとして営業を開始した。. 東京新聞. 2007-12-19  [2017-05-12]. （原始内容存档于2016-08-09）.
5. ↑  .   [2017-06-26]. （原始内容存档于2017-04-13）.
6. ↑  日本労働年鑑第25集「三越の争議」 （页面存档备份，存于） 法政大学大原社会問題研究所
7. ↑  昭和26年12月18日　三越でスト　百貨店で初 （页面存档备份，存于） - 昭和毎日
8. ↑  黃菁菁. . 中時電子報. 2017-03-08  [2017-03-10]. （原始内容存档于2017-03-10） （中文（臺灣））.
9. ↑  . 日本経済新聞. 2016-09-07  [2016-09-08]. （原始内容存档于2016-09-07）.
10. ↑  . 日本経済新聞. 2016-09-07  [2016-09-08]. （原始内容存档于2016-09-07）.
11. ↑  . ロイター. 2016-09-07  [2016-09-08]. （原始内容存档于2016-09-16）.
12. ↑  三越伊勢丹　千葉、多摩店を閉店　労組と対話重視　改革難航も （页面存档备份，存于） SANKEI Biz（2017年3月21日）2017年3月21日閲覧
13. ↑  . www.italiancenter.co.jp.   [2021-04-29]. （原始内容存档于2021-04-30）.
14. ↑  .   [2012-12-19]. （原始内容存档于2015-07-11）.
15. ↑  【地產話當年】興利重建見證銅鑼灣變遷 | 星島日報

## 外部連結
- 日本三越 （页面存档备份，存于）
- 意大利罗马三越 （页面存档备份，存于）
- 美國奧蘭多迪士尼三越 （页面存档备份，存于）
- 上海三越
- 台灣新光三越 （页面存档备份，存于）